# Монтанай
Монтана́й (также балка без названия; укр. Монтанай, крымскотат. Montanay, Монтанай) — маловодная балка (ручей) в предгорье внутренней гряды Крымских гор на территории Белогорского района, правый приток реки Зуя. Длина водотока 14,0 километров, площадь водосборного бассейна — 33,0 км².

## География
Начало балки находится в районе села Курортное, пролегает общим направлением на север. У балки, согласно справочнику «Поверхностные водные объекты Крыма», 2 безымянных притока длиной менее 5 километров, Монтанай впадает в Зую в 25 километрах от устья, у северной окраины села Литвиненково, водоохранная зона балки установлена в 100 м.

## Название
В справочнике «Поверхностные водные объекты Крыма» водоток значится, как балка без названия. В труде Петра Симона Палласа «Наблюдения, сделанные во время путешествия по южным наместничествам Русского государства в 1793—1794 годах» — незначительный ручей Манта; с другой стороны на большинстве доступных карт XIX—XX века, начиная с карты Семёна Мухина 1817 года до карты генштаба РККА 1951, объект подписан как ручей, или овраг Монтанай.
При этом, в «Списке населённых мест Таврической губернии по сведениям 1864 года», деревня Фриденталь записана, как расположенная при ручье безъимѢнном.